# Chile en la clasificación de Conmebol para la Copa Mundial de Fútbol de 1986
La Selección de fútbol de Chile fue una de las diez selecciones de fútbol que participaron en la clasificación de Conmebol para la Copa Mundial de Fútbol de 1986, en la que se definieron los representantes de Conmebol para la Copa Mundial de Fútbol de 1986, que se desarrolló en México.

## Sistema de juego
Para la Copa Mundial de Fútbol de 1986, la Conmebol dispuso de cuatro plazas de las 24 totales del mundial. Los diez equipos se agruparon en tres grupos: dos grupos de tres equipos y otro de cuatro equipos. Los partidos se jugaron por el sistema de liguilla, con encuentros en casa y como visita. Los primeros de cada grupo se clasificaron para el Mundial, los segundos de cada grupo más el tercero del grupo 1 fueron al repechaje.

## Historia
Chile comenzó la clasificatoria a México 86 de visitante ante Ecuador en Quito el 3 de marzo de 1985. Chile comenzó ganando con gol de Juan Carlos Letelier en el minuto 31 pero Ecuador empata con gol de Hans Maldonado en el minuto 43, terminando el partido 1-1. Luego en el partido de vuelta, en el 17 de marzo, Chile golearía a Ecuador por 6-2 con goles de Héctor Puebla, dobletes de Carlos Caszely y Jorge Aravena y un gol de Alejandro Hisis. Ecuador descontó con doblete de Fernando Baldeón.
El 24 de marzo recibió a Uruguay, vigente campeón de América en la Copa América 1983, donde Chile ganó 2-0 con goles de Hugo Rubio en el minuto 28, y con un golazo "imposible" de Jorge Aravena en el minuto 53.
En el partido de vuelta, en Montevideo, Chile debía empatar para clasificar directo, ya que estaba en igualdad de puntos con Uruguay, pero Chile andaba con más goles a favor. El partido se jugó el 7 de abril, y Uruguay comenzó ganando con gol de tiro libre de José Batista en el minuto 9, pero tras una falta sobre un jugador chileno en el área, se decretó penal a favor de Chile, ejecutado por Jorge Aravena en el minuto 29, anotando y empatando parcialmente 1-1 en el primer tiempo. En el minuto 60 se decretó penal a favor de Uruguay, ejecutado por Venancio Ramos, anotando el 2-1. En los últimos minutos, se decretó tiro libre a favor de Chile, que iba a ser ejecutado por Aravena, quien era reconocido por sus tiros libres directos al arco. Venancio Ramos agarró en ese momento un limón del pasto de la cancha del Estadio Centenario y cuando Aravena se dispuso a patear, Ramos le lanzó el limón, desviando la pelota del arco uruguayo, dando así clasificado a Uruguay al Mundial 1986 y a Chile a la repesca.
Chile comenzaría el partido de ida de local, recibiendo a Perú el 27 de octubre. Chile comenzó ganando con goles de Aravena en el minuto 6, de Hugo Rubio en el minuto 8 y de Alejandro Hisis el minuto 15. En todos los goles hubo complicidad del portero peruano Eusebio Acasuzo, que terminó siendo substituido al minuto 25 por Ramón Quiroga. Luego Perú descontó con gol de Franco Navarro el minuto 45, pero luego Aravena anotaría el cuarto gol en el minuto 64 de penal, y al final Navarro hizo otro descuento en el minuto 76, terminando el partido 4-2 a favor de Chile.
En el partido de vuelta, en Lima se realizó el 3 de noviembre, donde Chile ganó 1-0 con gol de Aravena el minuto 64.
El 10 de noviembre, Chile jugaría el partido de ida de la repesca final ante Paraguay en Asunción. Chile perdió por 3-0 con goles de Roberto Cabañas, Rogelio Delgado y por un autogol de Lizardo Garrido. El partido de vuelta en Santiago se jugó el 17 de noviembre. Paraguay usó un esquema defensivo y Chile uno ofensivo. Chile empezó ganando con gol de Hugo Rubio el minuto 13, al aprovechar un rebote del portero paraguayo Roberto Fernández. Luego Paraguay empataría con gol de Vladimiro Schettina en el minuto 22 aprovechando un despeje de la defensa chilena. A partir de allí Chile fue a buscar 3 goles más, haciendo un juego super ofensivo, pero tras un contraataque en el minuto 39, el paraguayo Julio César Romero anotó el 2-1 aprovechando un error del portero chileno Roberto Rojas, haciendo que Paraguay gane en total 5-1. Luego se decreta penal a favor de Chile, que ejecutó Jorge Aravena, pero el lanzamiento fue detenido por Roberto Fernández. Chile obtuvo el descuento en el minuto 80 por parte de Muñoz, pero no le alcanzaría ya que terminaría empatando 2-2, quedando eliminado del Mundial, y haciendo que Paraguay clasifique a la cita mundialista.

## Tabla de posiciones
| Equipo    | Pts | PJ | PG | PE | PP | GF | GC | Dif. |
| --------- | --- | -- | -- | -- | -- | -- | -- | ---- |
| Argentina | 9   | 6  | 4  | 1  | 1  | 12 | 6  | +6   |
| Brasil    | 6   | 4  | 2  | 2  | 0  | 6  | 2  | +4   |
| Uruguay   | 6   | 4  | 3  | 0  | 1  | 6  | 4  | +2   |
| Perú      | 8   | 6  | 3  | 2  | 1  | 8  | 4  | +4   |
| Chile     | 5   | 4  | 2  | 1  | 1  | 10 | 5  | +5   |
| Paraguay  | 4   | 4  | 1  | 2  | 1  | 5  | 4  | +1   |
| Colombia  | 6   | 6  | 2  | 2  | 2  | 6  | 6  | 0    |
| Bolivia   | 2   | 4  | 0  | 2  | 2  | 2  | 7  | –5   |
| Ecuador   | 1   | 4  | 0  | 1  | 3  | 4  | 10 | –6   |
| Venezuela | 1   | 6  | 0  | 1  | 5  | 5  | 15 | –10  |

## Partidos

### Grupo 2
| Equipo  | Pts | PJ | PG | PE | PP | GF | GC |
| ------- | --- | -- | -- | -- | -- | -- | -- |
| Uruguay | 6   | 4  | 3  | 0  | 1  | 6  | 4  |
| Chile   | 5   | 4  | 2  | 1  | 1  | 10 | 5  |
| Ecuador | 1   | 4  | 0  | 1  | 3  | 4  | 10 |

| 3 de marzo de 1985 | Ecuador              | 1:1 (1:1) | Chile        | Estadio Olímpico Atahualpa, Quito |                        |
|                    | Maldonado 43' (pen.) | Reporte   | Letelier 32' | Árbitro(s): José Ramiz            | Árbitro(s): José Ramiz |

| 17 de marzo de 1985 | Chile                                                        | 6:2 (4:2) | Ecuador                              | Estadio Nacional, Santiago                                 |                                                            |
|                     | Puebla 21' · Caszely 30', 40' · Hisis 35' · Aravena 51', 89' | Reporte   | Gómez 23' (a.g.) · Jaime Baldeón 38' | Asistencia: 60.892 espectadores Árbitro(s): Orazio Di Rosa | Asistencia: 60.892 espectadores Árbitro(s): Orazio Di Rosa |

| 24 de marzo de 1985 | Chile                   | 2:0 (1:0) | Uruguay | Estadio Nacional, Santiago                             |                                                        |
|                     | Rubio 28' · Aravena 54' | Reporte   |         | Asistencia: 79.911 espectadores Árbitro(s): Jesús Díaz | Asistencia: 79.911 espectadores Árbitro(s): Jesús Díaz |

| 7 de abril de 1985                                                             | Uruguay                        | 2:1 (1:0) | Chile              | Estadio Centenario, Montevideo |                            |
|                                                                                | Batista 10' · Ramos 57' (pen.) | Reporte   | Aravena 23' (pen.) | Árbitro(s): Carlos Alfonso     | Árbitro(s): Carlos Alfonso |
| Uruguay clasificó al Mundial. Chile clasificó a la Primera Fase del repechaje. |                                |           |                    |                                |                            |

### Repechaje Primera Fase
| 27 de octubre de 1985 | Chile                                         | 4:2 (3:1) | Perú             | Estadio Nacional, Santiago                                     |                                                                |
|                       | Aravena 6', 65' (pen.) · Rubio 8' · Hisis 14' | Reporte   | Navarro 45', 76' | Asistencia: 40.340 espectadores Árbitro(s): José Luis Martínez | Asistencia: 40.340 espectadores Árbitro(s): José Luis Martínez |

| 3 de noviembre de 1985                           | Perú | 0:1 (0:0) (Global 5:2) | Chile       | Estadio Nacional, Lima                                    |                                                           |
|                                                  |      | Reporte                | Aravena 64' | Asistencia: 42.244 espectadores Árbitro(s): Arnaldo Cézar | Asistencia: 42.244 espectadores Árbitro(s): Arnaldo Cézar |
| Chile clasificó a la Segunda Fase del repechaje. |      |                        |             |                                                           |                                                           |

### Repechaje Segunda Fase
| 10 de noviembre de 1985 | Paraguay                                      | 3:0 (1:0) | Chile | Estadio Defensores del Chaco, Asunción                    |                                                           |
|                         | Cabañas 9' · Delgado 46' · Garrido 85' (a.g.) |           |       | Asistencia: 45.104 espectadores Árbitro(s): Arnaldo Cézar | Asistencia: 45.104 espectadores Árbitro(s): Arnaldo Cézar |

| 17 de noviembre de 1985        | Chile                 | 2:2 (1:2) (Global 2:5) | Paraguay                             | Estadio Nacional, Santiago                                  |                                                             |
|                                | Rubio 13' · Muñoz 80' |                        | Vladimiro Schettina 22' · Romero 39' | Asistencia: 71.612 espectadores Árbitro(s): Juan Cardellino | Asistencia: 71.612 espectadores Árbitro(s): Juan Cardellino |
| Paraguay clasificó al Mundial. |                       |                        |                                      |                                                             |                                                             |

## Goleadores
El goleador de la selección chilena durante las clasificatorias fue Jorge Aravena con 7 anotaciones. También fue el máximo goleador de la clasificatoria.
| Jugador              | Club            | Goles |
| -------------------- | --------------- | ----- |
| Jorge Aravena        | Real Valladolid | 7     |
| Hugo Rubio           | Málaga CF       | 3     |
| Alejandro Hisis      | Colo Colo       | 2     |
| Carlos Caszely       | Colo Colo       | 2     |
| Héctor Puebla        | Cobreloa        | 1     |
| Juan Carlos Letelier | Cobreloa        | 1     |
| Jorge Muñoz Luna     | Huachipato      | 1     |